# 温都尔庙
温都尔庙，又名“营造乐法广会寺”，位于内蒙古自治区锡林郭勒盟苏尼特右旗朱日和镇，是一座藏传佛教格鲁派寺院。

## 简介
温都尔庙位于锡林郭勒盟苏尼特右旗朱日和镇以东7公里的布图木吉苏木境内。该庙又名“营造乐法广会寺”。此庙是苏尼特右翼旗扎萨克多罗杜棱郡王那木济勒旺楚克之弟阿格旺丹比扎拉森（图布敦托音）于清朝光绪十年（1884年，甲申年）所建。
初建时，温都尔庙在苏尼特右旗各寺庙招收16名僧人，开展法事活动。到民国34年（1945年），该庙僧人已有200多人，有8座佛殿。寺内收藏有金佛、各种佛具、活佛喇嘛的传记、佛经等文物。温都尔庙由达喇嘛掌管，此外还有分别掌管行政、内务、财产、畜群、诵经、档案、伙食等事的喇嘛。
民国20年（1931年），九世班禅应苏尼特右旗双亲王德穆楚克栋鲁普的邀请，来到温都尔庙坐床讲法。1945年抗日战争胜利初期，乌兰夫奉命带人来到温都尔庙，解决了在温都尔庙成立的“内蒙古人民共和国临时政府”。
温都尔庙是四合院式建筑，分为前后两院，正房两边为厢房，现原有建筑尚存。
2017年，温都尔庙遗址被公布为苏尼特右旗文物保护单位。